# Zofia Dudek
Zofia Dudek (25 de diciembre de 2001) es una deportista de Polonia que compite en atletismo. Ganó una medalla de oro en el Campeonato Europeo de Atletismo Sub-20 de 2019, en la prueba de 3000 m.